# 흐리스티얀 미츠코스키
흐리스티얀 미츠코스키(마케도니아어: Христијан Мицкоски, 1977년 9월 29일~)는 북마케도니아의 정치인이자 현 북마케도니아 총리이다. 또한 대학 교수이자 VMRO-DPMNE의 회장이기도 하다. 2016년에는 마케도니아 발전소 소장이 되었으며, 2015년부터 2017년까지 니콜라 그루에프스키와 에밀 디미트리프 총리의 에너지 고문을 역임했다. 유일한 후보로 발란도보에서 열린 당 제16차 당 대회에서 VMRO-DPMNE의 지도자로 선출되었다.

## 정치 경력

### 당 지도자
니콜라 그루에프스키가 사임한 후 미츠코스키는 2017년 12월 23일, 발란도보에서 열린 제16차 당 대회에서 민족주의 성향의 VMRO-DPMNE 당의 새 지도자가 되었으며, 이에 따라 북마케도니아 야당의 지도자가 되었다.

### 총리직

#### 선거 및 정부
2024년 북마케도니아 총선 이후 VMRO-DPMNE가 북마케도니아 의회에서 다수 의석을 확보하고 VLEN 연합 및 ZNAM과 연립 협정을 체결한 후, 미츠코스키는 6월 6일, 고르다나 실리아노프스카다프코바 대통령으로부터 차기 정부 구성을 위한 권한을 부여받았다. 2024년 6월 23일 연설에서 미츠코스키는 의회의 새 정부에 대한 투표를 앞두고 세금 절감, 연금 인상, 시비 프로젝트에 2억 유로 이상의 프로젝트 시작, 경제를 위해 10억 유로를 투자하고, 새로운 일자리를 위한 새로운 외국인 투자 시작, 교과서 무료화, 부패 퇴치, 경제의 최대 5% 성장을 위해 싸우겠다고 약속했다. 투표 후 그는 제13대 총리가 되었다.
그가 당선 직전에 자국을 "마케도니아"라고 부르며 북마케도니아라는 헌법 명칭을 "수치스럽다"고 묘사한 후, 그리스는 그리스가 프레스파 협정을 위반했다고 비난하며 유럽 연합 가입이 차단될 위험에 처해 있다고 경고했다. 미츠코스키는 또한 연설에서 자신이 총리인 한 불가리아 소수 민족은 인정받지 못할 것이며 더 이상 헌법적 변화는 없을 것이라고 약속하며 불가리아의 지시에 따라 이 EU 요건을 설명했다. 이 경우 불가리아 측은 북마케도니아가 국제 약속을 준수하지 않겠다는 의도는 용납할 수 없으며 이는 북마케도니아의 유럽 노선과 양립할 수 없다고 경고했다.

#### 지정학적 방향
2024년 7월, 미츠코스키는 워싱턴에서 열린 NATO 정상회의에서 헝가리 동료 오르반 빅토르를 만났다. 그는 헝가리가 북마케도니아에 특별 경제 협력을 구축하기 위한 경제 협정을 체결했다고 알렸다. 헝가리가 북마케도니아에 막대한 재정적 공로를 인정하는 것이 목표이다. 이 협정은 야당인 SDSM에 의해 비난을 받았다. 야당 지도자 벤코 필리프체는 이러한 정책이 헝가리를 상대적으로 적대적인 상황으로 이끌고 있다고 우려했고, 미츠코스키는 북마케도니아에서 오르반의 독재 체제를 시행하고자 한다. 뉴스 소식통에 따르면 VMRO-DPMNE가 집권한 후 미츠코스키가 부다페스트에서 도망친 전임 니콜라 그루에프스키처럼 오르반주의를 퍼뜨리기 위해 노력하면서 헝가리의 외교 정책 우선순위가 바뀌었다고 한다. 이러한 방식으로 오르반은 이 지역에서 헝가리의 영향력을 높일 수 있는 기회를 얻었다. 불가리아 역사가들에 따르면 유럽 연합에서 오르반의 입지는 복잡하며, 내륙에 있는 헝가리가 지중해와 중국 생산에 접근할 수 있는 부다페스트-베오그라드-스코페-아테네 철도를 유지하는 것이 중요하다고 한다.

## 사생활
미츠코스키는 결혼하여 두 자녀를 두고 있고, 모국어인 마케도니아어 외에도 영어와 이탈리아어도 잘 알고 있다.